# Olympische Sommerspiele 2016/Teilnehmer (Frankreich)
| Gelbes Symbol für Goldmedaillen mit stilisierten Olympischen Ringen | Graues Symbol für Silbermedaillen mit stilisierten Olympischen Ringen | Braundes Symbol für Bronzemedaillen mit stilisierten Olympischen Ringen |
| ------------------------------------------------------------------- | --------------------------------------------------------------------- | ----------------------------------------------------------------------- |
| 10                                                                  | 18                                                                    | 14                                                                      |

Frankreich nahm an den Olympischen Spielen 2016 in Rio de Janeiro teil. Es war die insgesamt 27. Teilnahme an Olympischen Sommerspielen.
Fahnenträger bei der Eröffnungsfeier war der Judoka Teddy Riner.

## Teilnehmer nach Sportarten

### Badminton
| Athleten        | Wettbewerb | Gruppenphase               | Gruppenphase                                 | Gruppenphase | Gruppenphase | Achtelfinale  | Achtelfinale  | Viertelfinale | Viertelfinale | Halbfinale    | Halbfinale    | Finale        | Finale        | Rang          |
| Athleten        | Wettbewerb | Gegner                     | Ergebnis                                     | Punkte       | Rang         | Gegner        | Ergebnis      | Gegner        | Ergebnis      | Gegner        | Ergebnis      | Gegner        | Ergebnis      | Rang          |
| --------------- | ---------- | -------------------------- | -------------------------------------------- | ------------ | ------------ | ------------- | ------------- | ------------- | ------------- | ------------- | ------------- | ------------- | ------------- | ------------- |
| Frauen          |            |                            |                                              |              |              |               |               |               |               |               |               |               |               |               |
| Delphine Lansac | Einzel     | Sung Ji-hyun Liang Xiaoyu  | 0:2 (13:21, 14:21) 0:2 (7:21, 15:21)         | 49:84        | 3            | ausgeschieden | ausgeschieden | ausgeschieden | ausgeschieden | ausgeschieden | ausgeschieden | ausgeschieden | ausgeschieden | ausgeschieden |
| Männer          |            |                            |                                              |              |              |               |               |               |               |               |               |               |               |               |
| Brice Leverdez  | Einzel     | Jan Ø. Jørgensen Raul Must | 0:2 (11:21, 18:21) 0:2 (21:18, 18:21, 21:12) | 89:93        | 2            | ausgeschieden | ausgeschieden | ausgeschieden | ausgeschieden | ausgeschieden | ausgeschieden | ausgeschieden | ausgeschieden | ausgeschieden |

### Basketball
| Wettbewerb      | Frauen | Männer |
| --------------- | --- | --- |
| Athleten        | Isabelle Yacoubou Endéné Miyem Sandrine Gruda Sarah Michel Valériane Ayayi Gaëlle Skrela Héléna Ciak Marine Johannès Amel Bouderra Laetitia Kamba Olivia Époupa Marielle Amant | Thomas Heurtel Nicolas Batum Antoine Diot Joffrey Lauvergne Charles Lombahe-Kahudi Tony Parker Florent Piétrus Nando de Colo Boris Diaw Mickaël Gelabale Rudy Gobert Kim Tillie |
| Trainer         | Valérie Garnier | Vincent Collet |
| Gruppenphase    | Türkei (55:39) Belarus (73:72) Australien (71:89) Brasilien (74:64) Japan (71:79)                                                                                              | Australien (66:87) China (88:60) Serbien (76:75) Venezuela (96:56) USA (97:100)                                                                                                 |
| Viertelfinale   | Kanada (68:63) | Spanien (67:92) |
| Halbfinale      | USA (76:86) | ausgeschieden |
| Spiel um Bronze | Serbien (63:70) | ausgeschieden |
| Finale          | ausgeschieden | ausgeschieden |
| Platzierung     | 4. Platz | 5. Platz |

### Bogenschießen
| Athleten                                          | Wettbewerb | Qualifikation | Qualifikation | 1. Runde              | 1. Runde           | 2. Runde      | 2. Runde      | Achtelfinale      | Achtelfinale  | Viertelfinale | Viertelfinale      | Halbfinale        | Halbfinale    | Finale        | Finale        | Rang   |
| Athleten                                          | Wettbewerb | Ringe         | Rang          | Gegner                | Ergebnis           | Gegner        | Ergebnis      | Gegner            | Ergebnis      | Gegner        | Ergebnis           | Gegner            | Ergebnis      | Gegner        | Ergebnis      | Rang   |
| ------------------------------------------------- | ---------- | ------------- | ------------- | --------------------- | ------------------ | ------------- | ------------- | ----------------- | ------------- | ------------- | ------------------ | ----------------- | ------------- | ------------- | ------------- | ------ |
| Männer                                            |            |               |               |                       |                    |               |               |                   |               |               |                    |                   |               |               |               |        |
| Lucas Daniel                                      | Einzel     | 666           | 21            | Miguel Alvariño       | 0-6 (78:84)        | ausgeschieden | ausgeschieden | ausgeschieden     | ausgeschieden | ausgeschieden | ausgeschieden      | ausgeschieden     | ausgeschieden | ausgeschieden | ausgeschieden | 33     |
| Pierre Plihon                                     | Einzel     | 657           | 36            | Mete Gazoz            | 5-6 (SO) (123:119) | ausgeschieden | ausgeschieden | ausgeschieden     | ausgeschieden | ausgeschieden | ausgeschieden      | ausgeschieden     | ausgeschieden | ausgeschieden | ausgeschieden | 33     |
| Jean-Charles Valladont                            | Einzel     | 680           | 8             | René Philippe Kouassi | 6-4                | Wiktor Ruban  | 0-6           | Witthaya Thamwong | 6-0 (87:80)   | Mauro Nespoli | 6-5 (SO) (139:136) | Sjef van den Berg | 7-3 (134:128) | Ku Bon-chan   | 3-7 (138:142) | Silber |
| Lucas Daniel Pierre Plihon Jean-Charles Valladont | Mannschaft | 2003          | 5             | Malaysia              | 6-2 (220:214)      | –             | –             | –                 | –             | Australien    | 3-5 (213:216)      | ausgeschieden     | ausgeschieden | ausgeschieden | ausgeschieden | 5      |

### Boxen
| Athleten                | Wettbewerb                    | 1. Runde          | 1. Runde | Achtelfinale          | Achtelfinale | Viertelfinale       | Viertelfinale | Halbfinale                 | Halbfinale    | Finale           | Finale        | Rang          |
| Athleten                | Wettbewerb                    | Gegner            | Ergebnis | Gegner                | Ergebnis     | Gegner              | Ergebnis      | Gegner                     | Ergebnis      | Gegner           | Ergebnis      | Rang          |
| ----------------------- | ----------------------------- | ----------------- | -------- | --------------------- | ------------ | ------------------- | ------------- | -------------------------- | ------------- | ---------------- | ------------- | ------------- |
| Frauen                  |                               |                   |          |                       |              |                     |               |                            |               |                  |               |               |
| Sarah Ourahmoune        | Fliegengewicht bis 51 kg      | –                 | –        | Zohra Ez-Zahraoui     | 3:0          | Zhaina Shekerbekova | 3:0           | Íngrit Valencia            | 2:0           | Nicola Adams     | 0:3           | Silber        |
| Estelle Mossely         | Leichtgewicht bis 60 kg       | –                 | –        | Freilos               | Freilos      | Irma Testa          | 3:0           | Anastassija Beljakowa      | TKO           | Yin Junhua       | 2:1           | Gold          |
| Männer                  |                               |                   |          |                       |              |                     |               |                            |               |                  |               |               |
| Elie Konki              | Fliegengewicht bis 52 kg      | Hamza Touba       | 3:0      | Michail Alojan        | 0:3          | ausgeschieden       | ausgeschieden | ausgeschieden              | ausgeschieden | ausgeschieden    | ausgeschieden | ausgeschieden |
| Sofiane Oumiha          | Leichtgewicht bis 60 kg       | Teófimo López     | 3:0      | Amnat Ruenroeng       | TKO          | Albert Selimow      | 3:0           | Dorjnyambuugiin Otgondalai | 3:0           | Robson Conceição | 0:3           | Silber        |
| Hassan Amzile           | Halbweltergewicht bis 64 kg   | Jonas Junias      | 3:0      | Lorenzo Sotomayor     | 1:2          | ausgeschieden       | ausgeschieden | ausgeschieden              | ausgeschieden | ausgeschieden    | ausgeschieden | ausgeschieden |
| Souleymane Cissokho     | Weltergewicht bis 69 kg       | Balázs Bácskai    | 3:0      | Pərviz Bağırov        | 3:0          | Sailom Adi          | 3:0           | Danijar Jeleussinow        | 0:3           | ausgeschieden    | ausgeschieden | Bronze        |
| Christian Mbilli Assomo | Mittelgewicht bis 75 kg       | Dmytro Mytrofanow | 3:0      | Marlo Delgado         | 2:1          | Arlen López         | 0:3           | ausgeschieden              | ausgeschieden | ausgeschieden    | ausgeschieden | ausgeschieden |
| Mathieu Bauderlique     | Halbschwergewicht bis 81 kg   | Freilos           | Freilos  | Juan Carlos Carrillo  | 3:0          | Carlos Andrés Mina  | 2:1           | Julio César La Cruz        | 0:3           | ausgeschieden    | ausgeschieden | Bronze        |
| Paul Omba Biongolo      | Schwergewicht bis 91 kg       | Freilos           | Freilos  | Abdulqədir Abdullayev | TKO          | ausgeschieden       | ausgeschieden | ausgeschieden              | ausgeschieden | ausgeschieden    | ausgeschieden | ausgeschieden |
| Tony Yoka               | Superschwergewicht über 91 kg | Freilos           | Freilos  | Clayton Laurent       | 3:0          | Hussein Ishaish     | 3:0           | Filip Hrgović              | 2:1           | Joseph Joyce     | 2:1           | Gold          |

### Fechten
| Athleten                                                                      | Wettbewerb         | 1. Runde           | 1. Runde | 2. Runde                  | 2. Runde | Achtelfinale         | Achtelfinale  | Viertelfinale        | Viertelfinale | Halbfinale / Klassifikation | Halbfinale / Klassifikation | Finale / Platzierung | Finale / Platzierung   | Rang   |
| Athleten                                                                      | Wettbewerb         | Gegner             | Ergebnis | Gegner                    | Ergebnis | Gegner               | Ergebnis      | Gegner               | Ergebnis      | Gegner                      | Ergebnis                    | Gegner               | Ergebnis               | Rang   |
| ----------------------------------------------------------------------------- | ------------------ | ------------------ | -------- | ------------------------- | -------- | -------------------- | ------------- | -------------------- | ------------- | --------------------------- | --------------------------- | -------------------- | ---------------------- | ------ |
| Frauen                                                                        |                    |                    |          |                           |          |                      |               |                      |               |                             |                             |                      |                        |        |
| Marie-Florence Candassamy                                                     | Degen Einzel       | Amanda Simeão      | 15:6     | Xu Anqi                   | 15:8     | Nathalie Moellhausen | 12:15         | ausgeschieden        | ausgeschieden | ausgeschieden               | ausgeschieden               | ausgeschieden        | ausgeschieden          | 16     |
| Auriane Mallo                                                                 | Degen Einzel       | Thị Như Hoa Nguyễn | 15:7     | Ana Maria Popescu         | 8:15     | ausgeschieden        | ausgeschieden | ausgeschieden        | ausgeschieden | ausgeschieden               | ausgeschieden               | ausgeschieden        | ausgeschieden          | 32     |
| Lauren Rembi                                                                  | Degen Einzel       | Freilos            | Freilos  | Simona Gherman            | 13:10    | Olena Krywytska      | 9:7           | Nathalie Moellhausen | 15:12         | Emese Szász                 | 6:10                        | Sun Yiwen            | 13:15                  | 4      |
| Marie-Florence Candassamy Auriane Mallo Lauren Rembi Josephine Jacques Coquin | Degen Mannschaft   | –                  | –        | –                         | –        | –                    | –             | Russland             | 41:44         | Vereinigte Staaten          | 28:32                       | Ukraine              | 45:38                  | 7      |
| Astrid Guyart                                                                 | Florett Einzel     | Freilos            | Freilos  | Olha Leleiko              | 15:9     | Nzingha Prescod      | 14:11         | Inna Deriglasowa     | 6:15          | ausgeschieden               | ausgeschieden               | ausgeschieden        | ausgeschieden          | 6      |
| Ysaora Thibus                                                                 | Florett Einzel     | Freilos            | Freilos  | İrem Karamete             | 15:6     | Le Huilin            | 15:13         | Aida Schanajewa      | 10:15         | ausgeschieden               | ausgeschieden               | ausgeschieden        | ausgeschieden          | 5      |
| Cécilia Berder                                                                | Säbel Einzel       | Freilos            | Freilos  | Maria Belen Perez Maurice | 15:6     | Ibtihaj Muhammad     | 15:12         | Sofja Welikaja       | 10:15         | ausgeschieden               | ausgeschieden               | ausgeschieden        | ausgeschieden          | 8      |
| Manon Brunet                                                                  | Säbel Einzel       | Freilos            | Freilos  | Hwang Seon-a              | 15:11    | Anna Márton          | 15:12         | Azza Besbes          | 15:14         | Sofja Welikaja              | 14:15                       | Olha Charlan         | Kampf um Platz 3 10:15 | 4      |
| Charlotte Lembach                                                             | Säbel Einzel       | Freilos            | Freilos  | Irene Vecchi              | 15:11    | Sofja Welikaja       | 14:15         | ausgeschieden        | ausgeschieden | ausgeschieden               | ausgeschieden               | ausgeschieden        | ausgeschieden          | 16     |
| Cécilia Berder Manon Brunet Charlotte Lembach Saoussen Boudiaf                | Säbel Mannschaft   | –                  | –        | –                         | –        | –                    | –             | Italien              | 36:45         | Südkorea                    | 40:45                       | Mexiko               | 38:45                  | 8      |
| Männer                                                                        |                    |                    |          |                           |          |                      |               |                      |               |                             |                             |                      |                        |        |
| Yannick Borel                                                                 | Degen Einzel       | Freilos            | Freilos  | András Rédli              | 15:9     | Fabian Kauter        | 15:14         | Benjamin Steffen     | 10:15         | ausgeschieden               | ausgeschieden               | ausgeschieden        | ausgeschieden          | 8      |
| Gauthier Grumier                                                              | Degen Einzel       | Freilos            | Freilos  | Athos Schwantes           | 15:7     | Ayman Fayez          | 15:9          | Kazuyasu Minobe      | 15:8          | Géza Imre                   | 13:15                       | Benjamin Steffen     | 15:11                  | Bronze |
| Daniel Jérent                                                                 | Degen Einzel       | Freilos            | Freilos  | Francisco Limardo         | 14:15    | ausgeschieden        | ausgeschieden | ausgeschieden        | ausgeschieden | ausgeschieden               | ausgeschieden               | ausgeschieden        | ausgeschieden          | 32     |
| Yannick Borel Gauthier Grumier Daniel Jérent Jean-Michel Lucenay              | Degen Mannschaft   | –                  | –        | –                         | –        | –                    | –             | Venezuela            | 45:29         | Ungarn                      | 45:40                       | Italien              | 45:31                  | Gold   |
| Jérémy Cadot                                                                  | Florett Einzel     | Freilos            | Freilos  | Andrea Cassarà            | 14:15    | ausgeschieden        | ausgeschieden | ausgeschieden        | ausgeschieden | ausgeschieden               | ausgeschieden               | ausgeschieden        | ausgeschieden          | 32     |
| Erwann Le Péchoux                                                             | Florett Einzel     | Freilos            | Freilos  | Lei Sheng                 | 15:9     | Gerek Meinhardt      | 14:15         | ausgeschieden        | ausgeschieden | ausgeschieden               | ausgeschieden               | ausgeschieden        | ausgeschieden          | 16     |
| Enzo Lefort                                                                   | Florett Einzel     | Freilos            | Freilos  | Peter Joppich             | 13:15    | ausgeschieden        | ausgeschieden | ausgeschieden        | ausgeschieden | ausgeschieden               | ausgeschieden               | ausgeschieden        | ausgeschieden          | 32     |
| Jérémy Cadot Erwann Le Péchoux Enzo Lefort Jean-Paul Tony Helissey            | Florett Mannschaft | –                  | –        | –                         | –        | –                    | –             | China                | 45:42         | Italien                     | 45:30                       | Russland             | 41:45                  | Silber |
| Vincent Anstett                                                               | Säbel Einzel       | Kenta Tokunan      | 15:13    | –                         | –        | Vũ Thành An          | 15:8          | Mojtaba Abedini      | 13:15         | ausgeschieden               | ausgeschieden               | ausgeschieden        | ausgeschieden          | 6      |

### Fußball
| Wettbewerb                                    | Frauen |
| --------------------------------------------- | --- |
| Athleten (in Klammern: Position, Spiele/Tore) | 01 Méline Gérard (Tor, 0/0) 02 Griedge Mbock Bathy (Abwehr, 3/0) 03 Wendie Renard (Abwehr, 4/0) 04 Sakina Karchaoui (Abwehr, 2/0) 05 Sabrina Delannoy (Abwehr, 1/0) 06 Amandine Henry (Mittelfeld, 4/0) 07 Amel Majri (Abwehr, 3/1) 08 Jessica Houara (Abwehr, 4/0) 09 Eugénie Le Sommer (Angriff, 3/2) 10 Camille Abily (Mittelfeld, 4/1) 11 Claire Lavogez (Mittelfeld, 4/0) 12 Élodie Thomis (Mittelfeld, 4/0) 13 Kadidiatou Diani (Angriff, 3/0) 14 Louisa Nécib (Mittelfeld, 4/2) 15 Élise Bussaglia (Mittelfeld, 4/0) 16 Sarah Bouhaddi (Tor, 4/0) 17 Kheira Hamraoui (Mittelfeld, 2/0) 18 Marie-Laure Delie (Angriff, 3/0) |
| Trainer                                       | Philippe Bergeroo |
| Gruppenphase                                  | Kolumbien 4:0 (3:0) Vereinigte Staaten 0:1 (0:0) Neuseeland 3:0 (1:0) |
| Viertelfinale                                 | Kanada 0:1 (0:0) |

### Gewichtheben
| Athleten              | Wettbewerb       | Reißen  | Reißen | Stoßen  | Stoßen | Zweikampf | Zweikampf | Rang |
| Athleten              | Wettbewerb       | Gewicht | Rang   | Gewicht | Rang   | Gewicht   | Rang      | Rang |
| --------------------- | ---------------- | ------- | ------ | ------- | ------ | --------- | --------- | ---- |
| Frauen                |                  |         |        |         |        |           |           |      |
| Gaëlle Nayo-Ketchanke | Klasse bis 75 kg | 102 kg  | 8      | 135 kg  | 5      | 237 kg    | 8         | 8    |
| Männer                |                  |         |        |         |        |           |           |      |
| Bernardin Matam       | Klasse bis 69 kg | 140 kg  | 12     | 180 kg  | 6      | 320 kg    | 7         | 7    |
| Giovanni Bardis       | Klasse bis 85 kg | 165 kg  | 8      | 192 kg  | 12     | 357 kg    | 9         | 9    |
| Benjamin Hennequin    | Klasse bis 85 kg | 155 kg  | 11     | 195 kg  | 11     | 350 kg    | 10        | 10   |
| Kévin Bouly           | Klasse bis 94 kg | 155 kg  | 13     | 190 kg  | 12     | 345 kg    | 12        | 12   |

### Golf
| Athleten       | Runde 1 | Runde 2 | Runde 3 | Runde 4 | Gesamt | Par | Rang |
| -------------- | ------- | ------- | ------- | ------- | ------ | --- | ---- |
| Frauen         |         |         |         |         |        |     |      |
| Karine Icher   | 73      | 72      | 73      | 76      | 294    | +10 | T44  |
| Gwladys Nocera | 73      | 71      | 74      | 72      | 290    | +6  | T39  |
| Männer         |         |         |         |         |        |     |      |
| Grégory Bourdy | 67      | 69      | 72      | 73      | 281    | −3  | T21  |
| Julien Quesne  | 71      | 79      | 72      | 71      | 293    | +9  | T55  |

### Handball
| Wettbewerb    | Frauen | Männer |
| ------------- | --- | --- |
| Athleten      | Laura Glauser Blandine Dancette Camille Ayglon-Saurina Allison Pineau Laurisa Landre Grâce Zaadi Amandine Leynaud Manon Houette Siraba Dembélé Chloé Bulleux Béatrice Edwige Estelle Nze Minko Gnonsiane Niombla Alexandra Lacrabère Marie Prouvensier Tamara Horacek | Vincent Gérard Thierry Omeyer Michaël Guigou Kentin Mahé Mathieu Grébille Timothey N’Guessan Nikola Karabatić Daniel Narcisse Ludovic Fabregas Luka Karabatić Cédric Sorhaindo Adrien Dipanda Valentin Porte Luc Abalo Olivier Nyokas |
| Trainer       | Olivier Krumbholz | Claude Onesta |
| Gruppenphase  | Niederlande 18:14 (10:6) Russland 23:26 (10:15) Argentinien 27:11 (15:4) Südkorea 21:17 (11:11) Schweden 27:25 (15:13) | Tunesien 25:23 (16:11) Katar 35:20 (16:13) Argentinien 31:24 (17:12) Kroatien 28:29 (12:14) Dänemark 33:30 (17:16) |
| Viertelfinale | Spanien 27:26 (5:12, 23:23) | Brasilien 34:27 (16:16) |
| Halbfinale    | Niederlande 24:23 (17:13) | Deutschland 29:28 (16:13) |
| Finale        | Russland 19:22 (7:10) | Dänemark 26:28 (14:16) |
| Platzierung   | Silber | Silber |

### Judo
| Athleten            | Wettbewerb  | 1. Runde               | 1. Runde         | 2. Runde                 | 2. Runde         | Viertelfinale       | Viertelfinale    | Halbfinale / Trostrunde | Halbfinale / Trostrunde | Finale / Platz 3   | Finale / Platz 3 | Rang   |
| Athleten            | Wettbewerb  | Gegner                 | Ergebnis         | Gegner                   | Ergebnis         | Gegner              | Ergebnis         | Gegner                  | Ergebnis                | Gegner             | Ergebnis         | Rang   |
| ------------------- | ----------- | ---------------------- | ---------------- | ------------------------ | ---------------- | ------------------- | ---------------- | ----------------------- | ----------------------- | ------------------ | ---------------- | ------ |
| Frauen              |             |                        |                  |                          |                  |                     |                  |                         |                         |                    |                  |        |
| Laëtitia Payet      | bis 48 kg   | C. Rayner              | 101s0:000s0      | M. Urantsetseg           | 000s0:100s0      | ausgeschieden       | ausgeschieden    | ausgeschieden           | ausgeschieden           | ausgeschieden      | ausgeschieden    | 9      |
| Priscilla Gneto     | bis 52 kg   | E. Tschopp             | 000H:100s1       | ausgeschieden            | ausgeschieden    | ausgeschieden       | ausgeschieden    | ausgeschieden           | ausgeschieden           | ausgeschieden      | ausgeschieden    | 17     |
| Automne Pavia       | bis 57 kg   | Freilos                | Freilos          | N. Smythe-Davis          | 001s3:000s3      | K. Matsumoto        | 000s0:010s0 (GS) | T. Monteiro             | 000s0:100s1             | ausgeschieden      | ausgeschieden    | 7      |
| Clarisse Agbegnenou | bis 63 kg   | Freilos                | Freilos          | Büşra Katipoğlu          | 102s0:000s1      | Anicka van Emden    | 101s1:000s1      | Mihu Tashiro            | 000s0:000s1             | Tina Trstenjak     | 101s0:000s0      | Silber |
| Gévrise Émane       | bis 70 kg   | Freilos                | Freilos          | Sally Conway             | 001s0:100s1      | ausgeschieden       | ausgeschieden    | ausgeschieden           | ausgeschieden           | ausgeschieden      | ausgeschieden    | 9      |
| Audrey Tcheuméo     | bis 78 kg   | Freilos                | Freilos          | Kyong Sol                | 100s1:000s0      | Natalie Powell      | 000s0:000s2      | Mayra Aguiar            | 000s1:000s2             | Kayla Harrison     | 000s2:100s0      | Silber |
| Émilie Andéol       | über 78 kg  | Freilos                | Freilos          | Vanessa Martina Zambotti | 000s1:000s2 (GS) | Nihel Cheikh Rouhou | 00s1:000s2 (GS)  | Song                    | 100s0:000s0             | Idalys Ortíz       | 100s1:000s1      | Gold   |
| Männer              |             |                        |                  |                          |                  |                     |                  |                         |                         |                    |                  |        |
| Walide Khyar        | bis 60 kg   | Felipe Kitadai         | 000s1:001s2      | ausgeschieden            | ausgeschieden    | ausgeschieden       | ausgeschieden    | ausgeschieden           | ausgeschieden           | ausgeschieden      | ausgeschieden    | 17     |
| Kilian Le Blouch    | bis 66 kg   | C. Oates               | 000s2:000s3 (GS) | An B.-u.                 | 000s2:110s1      | ausgeschieden       | ausgeschieden    | ausgeschieden           | ausgeschieden           | ausgeschieden      | ausgeschieden    | 9      |
| Pierre Duprat       | bis 73 kg   | Denis Jarzew           | 000s1:00s0       | ausgeschieden            | ausgeschieden    | ausgeschieden       | ausgeschieden    | ausgeschieden           | ausgeschieden           | ausgeschieden      | ausgeschieden    | 17     |
| Loïc Pietri         | bis 81 kg   | Antoine Valois-Fortier | 000s1:001s0      | ausgeschieden            | ausgeschieden    | ausgeschieden       | ausgeschieden    | ausgeschieden           | ausgeschieden           | ausgeschieden      | ausgeschieden    | 17     |
| Alexandre Iddir     | bis 90 kg   | Ciril Grossklaus       | 000s1:000s2      | Colton Brown             | 010s2:000s1      | Mashu Baker         | 000s0:100s0      | Marcus Nyman            | 000s0:100s0             | ausgeschieden      | ausgeschieden    | 7      |
| Cyrille Maret       | bis 100 kg  | Ayouba Traore          | 100s0:000s0      | Henk Grol                | 001s1:000s1      | Beka Ghwiniaschwili | 010s1:000s1      | Lukáš Krpálek           | 000s1:100s0             | Karl-Richard Frey  | 100s0:000s0      | Bronze |
| Teddy Riner         | über 100 kg | Freilos                | Freilos          | Mohammed Amine Tayeb     | 100s0:000s1      | R. Silva            | 010s1:000s3      | Or Sasson               | 010s1:000s1             | Hisayoshi Harasawa | 000s1:000s2      | Gold   |

### Kanu

#### Kanurennsport
| Athleten                                                   | Wettbewerb | Vorlauf      | Vorlauf | Halbfinale   | Halbfinale | Finale       | Finale | Rang   |
| Athleten                                                   | Wettbewerb | Zeit         | Rang    | Zeit         | Rang       | Zeit         | Rang   | Rang   |
| ---------------------------------------------------------- | ---------- | ------------ | ------- | ------------ | ---------- | ------------ | ------ | ------ |
| Frauen                                                     |            |              |         |              |            |              |        |        |
| Sarah Guyot                                                | K-1 200 m  | 40,317 s     | 1       | 40,516 s     | 2          | 40,894 s     | 5      | 5      |
| Manon Hostens Léa Jamelot Amandine Lhote Sarah Troel       | K-4 500 m  | 1:37,03 min  | 6       | 1:39,06 min  | 6          | 1:41,069 min | 6      | 12     |
| Männer                                                     |            |              |         |              |            |              |        |        |
| Maxime Beaumont                                            | K-1 200 m  | 34,322 s     | 1       | 34,398 s     | 1          | 35,362 s     | 2      | Silber |
| Maxime Beaumont Sébastien Jouve                            | K-2 200 m  | 31,855 s     | 3       | 32,526 s     | 2          | 32,699 s     | 7      | 7      |
| Cyrille Carré                                              | K-1 1000 m | 3:36,322 min | 3       | 3:38,115 min | 6          | 3:36,606 min | 5      | 13     |
| Étienne Hubert Arnaud Hybois                               | K-2 1000 m | 3:25,654 min | 4       | 3:21,100 min | 5          | 3:19,415 min | 10     | 10     |
| Étienne Hubert Arnaud Hybois Sébastien Jouve Cyrille Carré | K-4 1000 m | 3:02,376 min | 5       | 3:00,896 min | 3          | 3:07,488 min | 7      | 7      |
| Thomas Simart                                              | C-1 200 m  | 40,415 s     | 1       | 40,670 s     | 2          | 40,180 s     | 8      | 8      |
| Adrien Bart                                                | C-1 1000 m | 4:10,043 min | 5       | 4:08,593 min | 5          | 4:00,911 min | 2      | 10     |

#### Kanuslalom
| Athleten                       | Wettbewerb | Vorlauf  | Vorlauf | Halbfinale    | Halbfinale    | Finale        | Finale        | Rang          |
| Athleten                       | Wettbewerb | Zeit     | Rang    | Zeit          | Rang          | Zeit          | Rang          | Rang          |
| ------------------------------ | ---------- | -------- | ------- | ------------- | ------------- | ------------- | ------------- | ------------- |
| Frauen                         |            |          |         |               |               |               |               |               |
| Marie-Zélia Lafont             | K-1        | 110,52 s | 16      | ausgeschieden | ausgeschieden | ausgeschieden | ausgeschieden | ausgeschieden |
| Männer                         |            |          |         |               |               |               |               |               |
| Sébastien Combot               | K-1        | 88,94 s  | 9       | 94,59 s       | 8             | 92,55 s       | 8             | 8             |
| Denis Gargaud Chanut           | C-1        | 93,48 s  | 2       | 98,06 s       | 3             | 94,17 s       | 1             | Gold          |
| Gauthier Klauss Matthieu Péché | C-2        | 102,43 s | 2       | 110,19 s      | 5             | 103,24 s      | 3             | Bronze        |

### Leichtathletik
Laufen und Gehen 
| Athleten                                                                                          | Wettbewerb        | Runde 1         | Runde 1         | Halbfinale    | Halbfinale    | Finale        | Finale        | Rang   |
| Athleten                                                                                          | Wettbewerb        | Zeit            | Rang            | Zeit          | Rang          | Zeit          | Rang          | Rang   |
| ------------------------------------------------------------------------------------------------- | ----------------- | --------------- | --------------- | ------------- | ------------- | ------------- | ------------- | ------ |
| Frauen                                                                                            |                   |                 |                 |               |               |               |               |        |
| Floria Gueï                                                                                       | 400 m             | 51,29 s         | 7               | 51,08 s       | 11            | ausgeschieden | ausgeschieden | 11     |
| Justine Fedronic                                                                                  | 800 m             | 2:02,73 min     | 46              | ausgeschieden | ausgeschieden | ausgeschieden | ausgeschieden | 46     |
| Rénelle Lamote                                                                                    | 800 m             | 2:02,19 min     | 44              | ausgeschieden | ausgeschieden | ausgeschieden | ausgeschieden | 44     |
| Christelle Daunay                                                                                 | Marathon          | –               | –               | –             | –             | nicht beendet | nicht beendet | –      |
| Émilie Menuet                                                                                     | 20 km Gehen       | –               | –               | –             | –             | 1:32:04 h     | 13            | 13     |
| Cindy Billaud                                                                                     | 100 m Hürden      | 12,98 s         | 22              | 13,03 s       | 17            | ausgeschieden | ausgeschieden | 17     |
| Sandra Gomis                                                                                      | 100 m Hürden      | 13,04 s         | 26              | 13,23 s       | 20            | ausgeschieden | ausgeschieden | 20     |
| Phara Anacharsis                                                                                  | 400 m Hürden      | 56,64 s         | 27              | ausgeschieden | ausgeschieden | ausgeschieden | ausgeschieden | 27     |
| Stella Akakpo Céline Distel-Bonnet Floriane Gnafoua Jennifer Galais Maroussia Paré Carolle Zahi   | 4 × 100-m-Staffel | 43,07 s         | 11              | –             | –             | ausgeschieden | ausgeschieden | 11     |
| Phara Anacharsis Elea Mariama Diarra Floria Gueï Marie Gayot Brigitte Ntiamoah Agnès Raharolahy   | 4 × 400-m-Staffel | 3:26,18 min     | 10              | –             | –             | ausgeschieden | ausgeschieden | 10     |
| Männer                                                                                            |                   |                 |                 |               |               |               |               |        |
| Christophe Lemaitre                                                                               | 100 m             | 10,16 s         | 15              | 10,07 s       | 13            | ausgeschieden | ausgeschieden | 13     |
| Jimmy Vicaut                                                                                      | 100 m             | 10,19 s         | 21              | 9,95 s        | 4             | 10,04 s       | 7             | 7      |
| Christophe Lemaitre                                                                               | 200 m             | 20,28 s         | 15              | 20,01 s       | 4             | 20,12 s       | 3             | Bronze |
| Pierre-Ambroise Bosse                                                                             | 800 m             | 1:48,12 min     | 30              | 1:43,85 min   | 1             | 1:43,41 min   | 4             | 4      |
| Florian Carvalho                                                                                  | 1500 m            | 3:41,87 min     | 21              | ausgeschieden | ausgeschieden | ausgeschieden | ausgeschieden | 21     |
| Kévin Campion                                                                                     | 20 km Gehen       | –               | –               | –             | –             | 1:26:22 h     | 49            | 49     |
| Yohann Diniz                                                                                      | 50 km Gehen       | –               | –               | –             | –             | 3:46:43 h     | 8             | 8      |
| Dimitri Bascou                                                                                    | 110 m Hürden      | 13,31 s         | 2               | 13,23 s       | 2             | 13,24 s       | 3             | Bronze |
| Wilhem Belocian                                                                                   | 110 m Hürden      | disqualifiziert | disqualifiziert | ausgeschieden | ausgeschieden | ausgeschieden | ausgeschieden | –      |
| Pascal Martinot-Lagarde                                                                           | 110 m Hürden      | 13,36 s         | 5               | 13,25 s       | 3             | 13,29 s       | 4             | 4      |
| Yoann Kowal                                                                                       | 3000 m Hindernis  | 8:23,49 min     | 5               | –             | –             | 8:16,75 min   | 5             | 5      |
| Mahiedine Mekhissi                                                                                | 3000 m Hindernis  | 8:26,32 min     | 12              | –             | –             | 8:11,52 min   | 3             | Bronze |
| Guy-Elphège Anouman Stuart Dutamby Christophe Lemaitre Marvin René Jimmy Vicaut Méba-Mickaël Zézé | 4 × 100-m-Staffel | 38,35 s         | 11              | –             | –             | ausgeschieden | ausgeschieden | 11     |
| Mame-Ibra Anne Teddy Atine-Venel Mamadou Kassé Hann Thomas Jordier Ludvy Vaillant                 | 4 × 400-m-Staffel | 3:00,82 min     | 9               | –             | –             | ausgeschieden | ausgeschieden | 9      |

 Springen und Werfen 
| Athleten              | Wettbewerb     | Qualifikation | Qualifikation | Finale        | Finale        | Rang   |
| Athleten              | Wettbewerb     | Weite/Höhe    | Rang          | Weite/Höhe    | Rang          | Rang   |
| --------------------- | -------------- | ------------- | ------------- | ------------- | ------------- | ------ |
| Frauen                |                |               |               |               |               |        |
| Vanessa Boslak        | Stabhochsprung | 4,30 m        | 28            | ausgeschieden | ausgeschieden | 28     |
| Jeanine Assani-Issouf | Dreisprung     | 13,97 m       | 19            | ausgeschieden | ausgeschieden | 19     |
| Pauline Pousse        | Diskuswurf     | 58,98 m       | 13            | ausgeschieden | ausgeschieden | 13     |
| Mélina Robert-Michon  | Diskuswurf     | 62,59 m       | 7             | 66,73 m       | 2             | Silber |
| Alexandra Tavernier   | Hammerwurf     | 70,30 m       | 12            | 65,18 m       | 11            | 11     |
| Mathilde Andraud      | Speerwurf      | 56,61 m       | 24            | ausgeschieden | ausgeschieden | 24     |
| Männer                |                |               |               |               |               |        |
| Kafétien Gomis        | Weitsprung     | 7,89 m        | 11            | 8,05 m        | 8             | 8      |
| Benjamin Compaoré     | Dreisprung     | 16,72 m       | 9             | 16,54 m       | 10            | 10     |
| Harold Correa         | Dreisprung     | 16,60 m       | 13            | ausgeschieden | ausgeschieden | 13     |
| Stanley Joseph        | Stabhochsprung | 5,45 m        | 16            | ausgeschieden | ausgeschieden | 16     |
| Renaud Lavillenie     | Stabhochsprung | 5,70 m        | 4             | 5,98 m        | 2             | Silber |
| Kévin Menaldo         | Stabhochsprung | 5,45 m        | 16            | ausgeschieden | ausgeschieden | 16     |

 Mehrkampf 
| Athletinnen                | 100 m Hürden | 100 m Hürden | Hochsprung | Hochsprung | Kugelstoßen | Kugelstoßen | 200 m   | 200 m  | Weitsprung | Weitsprung | Speerwurf | Speerwurf | 800 m       | 800 m  | Punkte | Rang |
| Athletinnen                | Zeit         | Punkte       | Höhe       | Punkte     | Weite       | Punkte      | Zeit    | Punkte | Weite      | Punkte     | Weite     | Punkte    | Zeit        | Punkte | Punkte | Rang |
| -------------------------- | ------------ | ------------ | ---------- | ---------- | ----------- | ----------- | ------- | ------ | ---------- | ---------- | --------- | --------- | ----------- | ------ | ------ | ---- |
| Siebenkampf Frauen         |              |              |            |            |             |             |         |        |            |            |           |           |             |        |        |      |
| Antoinette Nana Djimou Ida | 13,37 s      | 1069         | 1,77 m     | 941        | 14,88 m     | 853         | 25,07 s | 880    | 6,43 m     | 985        | 48,76 m   | 836       | 2:20,36 min | 819    | 6383   | 11   |

| Athleten         | 100 m    | 100 m | Weitsprung | Weitsprung | Kugelstoßen | Kugelstoßen | Hochsprung | Hochsprung | 400 m    | 400 m | 110 m Hürden | 110 m Hürden | Diskuswurf | Diskuswurf | Stabhochsprung | Stabhochsprung | Speerwurf | Speerwurf | 1500 m      | 1500 m | Punkte | Rang   |
| Athleten         | Zeit (s) | Pkte. | Weite (m)  | Pkte.      | Weite (m)   | Pkte.       | Höhe (m)   | Pkte.      | Zeit (s) | Pkte. | Zeit (s)     | Pkte.        | Weite (m)  | Pkte.      | Höhe (m)       | Pkte.          | Weite (m) | Pkte.     | Zeit (min)  | Pkte.  | Punkte | Rang   |
| ---------------- | -------- | ----- | ---------- | ---------- | ----------- | ----------- | ---------- | ---------- | -------- | ----- | ------------ | ------------ | ---------- | ---------- | -------------- | -------------- | --------- | --------- | ----------- | ------ | ------ | ------ |
| Zehnkampf Männer |          |       |            |            |             |             |            |            |          |       |              |              |            |            |                |                |           |           |             |        |        |        |
| Bastien Auzeil   | 11,17 s  | 823   | 7,07 m     | 830        | 15,41 m     | 815         | 1,98 m     | 785        | 49,34 s  | 845   | 14,82 s      | 871          | 42,23 m    | 710        | 5,10 m         | 941            | 61,91 m   | 767       | 4:40,50 min | 677    | 8064   | 13     |
| Kevin Mayer      | 10,81 s  | 903   | 7,60 m     | 960        | 15,76 m     | 836         | 2,04 m     | 840        | 48,28 s  | 896   | 14,02 s      | 972          | 46,78 m    | 804        | 5,40 m         | 1035           | 65,04     | 814       | 4:25,49 min | 774    | 8834   | Silber |

### Moderner Fünfkampf
| Athleten        | Fechten | Fechten | Schwimmen   | Schwimmen | Reiten | Reiten | Combined     | Combined | Punkte | Rang   |
| Athleten        | Bilanz  | Punkte  | Zeit        | Punkte    | Zeit   | Punkte | Zeit         | Punkte   | Punkte | Rang   |
| --------------- | ------- | ------- | ----------- | --------- | ------ | ------ | ------------ | -------- | ------ | ------ |
| Frauen          |         |         |             |           |        |        |              |          |        |        |
| Élodie Clouvel  | 21:14   | 227     | 2:08,62 min | 315       | 7      | 293    | 12:59,06 min | 521      | 1356   | Silber |
| Männer          |         |         |             |           |        |        |              |          |        |        |
| Valentin Belaud | 19:16   | 214     | 2:04,44 min | 317       | 14     | 286    | 11:39,37 min | 601      | 1420   | 20     |
| Valentin Prades | 21:14   | 226     | 2:07,83 min | 327       | 23     | 277    | 11:04,0 min  | 636      | 1467   | 4      |

### Radsport

#### Bahn
| Athleten                                        | Wettbewerb | Qualifikation                 | Qualifikation | Finals             | Finals             | Rang   |
| Athleten                                        | Wettbewerb | Zeit                          | Rang          | Zeit               | Rang               | Rang   |
| ----------------------------------------------- | ---------- | ----------------------------- | ------------- | ------------------ | ------------------ | ------ |
| Frauen                                          |            |                               |               |                    |                    |        |
| Sandie Clair                                    | Sprint     | 11,517 s                      | 25            | ausgeschieden      | ausgeschieden      | 25     |
| Virginie Cueff                                  | Sprint     | 11,099 s                      | 16            | Finale 9–12        | 4                  | 12     |
| Sandie Clair                                    | Keirin     | –                             | 6             | nicht qualifiziert | nicht qualifiziert | 21     |
| Virginie Cueff                                  | Keirin     | –                             | DNF           | nicht qualifiziert | nicht qualifiziert | 12     |
| Sandie Clair Virginie Cueff                     | Teamsprint | 33,625 s                      | 6             | ausgeschieden      | ausgeschieden      | 6      |
| Männer                                          |            |                               |               |                    |                    |        |
| Grégory Baugé                                   | Sprint     | 9,807 s                       | 5             | Finale 5–8         | 3                  | 7      |
| François Pervis                                 | Sprint     | 9,898s                        | 11            | ausgeschieden      | ausgeschieden      | 16     |
| François Pervis                                 | Keirin     | –                             | 1             | –                  | 8                  | 8      |
| Michaël D’Almeida                               | Keirin     | –                             | 3             | –                  | 11                 | 11     |
| François Pervis Michaël D’Almeida Grégory Baugé | Teamsprint | 43,158 s 1. R.: 43,163 s (QG) | 4             | 43,143 s           | 1                  | Bronze |

- QG = qualifiziert für das Finale um Gold; QB = qualifiziert für das kleine Finale um Bronze

Omnium
| Frauen         |   |    |    |    |   |    |    |    |   |    |   |    |     |    |
| Laurie Berthon | 8 | 26 | 12 | 18 | 9 | 24 | 3  | 36 | 3 | 36 | 9 | 23 | 163 | 10 |
| Männer         |   |    |    |    |   |    |    |    |   |    |   |    |     |    |
| Thomas Boudat  | 3 | 36 | 5  | 32 | 2 | 38 | 11 | 20 | 9 | 24 | 6 | 22 | 172 | 5  |

#### Straße
| Athleten               | Wettbewerb       | Zeit          | Rang          |
| ---------------------- | ---------------- | ------------- | ------------- |
| Frauen                 |                  |               |               |
| Audrey Cordon          | Straßenrennen    | 4:01:04 h     | 37            |
| Pauline Ferrand-Prévot | Straßenrennen    | 3:56:34 h     | 26            |
| Audrey Cordon          | Einzelzeitfahren | 49:32,87 min  | 24            |
| Männer                 |                  |               |               |
| Julian Alaphilippe     | Straßenrennen    | 6:10:27 h     | 4             |
| Romain Bardet          | Straßenrennen    | 6:16:17 h     | 24            |
| Warren Barguil         | Straßenrennen    | nicht beendet | nicht beendet |
| Alexis Vuillermoz      | Straßenrennen    | 6:16:17 h     | 23            |
| Julian Alaphilippe     | Einzelzeitfahren | 1:24:39,99 h  | 32            |
| Alexis Vuillermoz      | Einzelzeitfahren | 1:20:43,87 h  | 29            |

#### Mountainbike
| Athleten               | Wettbewerb    | Zeit          | Rang          |
| ---------------------- | ------------- | ------------- | ------------- |
| Frauen                 |               |               |               |
| Perrine Clauzel        | Cross-Country | 1:42:23 h     | 26            |
| Pauline Ferrand-Prévot | Cross-Country | nicht beendet | nicht beendet |
| Männer                 |               |               |               |
| Julien Absalon         | Cross-Country | 1:36:43 h     | 8             |
| Victor Koretzky        | Cross-Country | 1:37:27 h     | 10            |
| Maxime Marotte         | Cross-Country | 1:35:01 h     | 4             |

#### BMX
| Athleten        | Wettbewerb | Qualifikation | Qualifikation | Viertelfinale | Viertelfinale | Halbfinale    | Halbfinale    | Finale        | Finale        | Rang          |
| Athleten        | Wettbewerb | Zeit          | Rang          | Punkte        | Rang          | Punkte        | Rang          | Zeit          | Rang          | Rang          |
| --------------- | ---------- | ------------- | ------------- | ------------- | ------------- | ------------- | ------------- | ------------- | ------------- | ------------- |
| Frauen          |            |               |               |               |               |               |               |               |               |               |
| Manon Valentino | Race       | 36,377 s      | 12            | –             | –             | 12            | 4             | 2:41,109 min  | 8             | 8             |
| Männer          |            |               |               |               |               |               |               |               |               |               |
| Joris Daudet    | Race       | 34,617 s      | 1             | 18            | 6             | ausgeschieden | ausgeschieden | ausgeschieden | ausgeschieden | ausgeschieden |
| Amidou Mir      | Race       | 35,248 s      | 11            | 14            | 5             | ausgeschieden | ausgeschieden | ausgeschieden | ausgeschieden | ausgeschieden |
| Jérémy Rencurel | Race       | 35,884 s      | 22            | 28            | 7             | ausgeschieden | ausgeschieden | ausgeschieden | ausgeschieden | ausgeschieden |

### Reiten
| Dressur |            |            |                    |              |                    |      |
| Athleten | Wettbewerb | Prozent    | Prozent            | Prozent      | Prozent            | Rang |
| Athleten | Wettbewerb | Grand Prix | GP Spécial         | Durchschnitt | GP Kür             | Rang |
| Ludovic Henry mit After You                                                                                         | Einzel     | 69,214     | nicht qualifiziert | –            | –                  | 40   |
| Stéphanie Brieussel mit Amorak                                                                                      | Einzel     | 65,114     | nicht qualifiziert | –            | –                  | 55   |
| Pierre Volla mit Badinda Altena                                                                                     | Einzel     | 71,500     | 65,742             | –            | nicht qualifiziert | 31   |
| Karen Tebar mit Don Luis                                                                                            | Einzel     | 75,029     | 72,773             | –            | nicht qualifiziert | 25   |
| Ludovic Henry mit After You Stéphanie Brieussel mit Amorak Pierre Volla mit Badinda Altena Karen Tebar mit Don Luis | Mannschaft | 71,914     | nicht qualifiziert | –            | –                  | 8    |

| Springen |            |                  |               |               |              |              |      |
| Athleten | Wettbewerb | Strafpunkte      | Strafpunkte   | Strafpunkte   | Strafpunkte  | Strafpunkte  | Rang |
| Athleten | Wettbewerb | 1. Qualifikation | Nationenpreis | Nationenpreis | Einzelfinale | Einzelfinale | Rang |
| Athleten | Wettbewerb | 1. Qualifikation | 1. Umlauf     | 2. Umlauf     | 1. Umlauf    | 2. Umlauf    | Rang |
| Roger-Yves Bost mit Sydney Une Prince | Einzel     | (0)              | (1)           | (1)           | (0)          | (5)          | 16   |
| Philippe Rozier mit Rahotep de Toscane | Einzel     | (0)              | (4)           | (1)           | (4)          | (9)          | 23   |
| Pénélope Leprevost mit Flora de Mariposa | Einzel     | (47)             | (0)           | –             | –            | –            | –    |
| Kevin Staut mit Reveur de Hurtebise | Einzel     | (4)              | (0)           | (0)           | (4)          | (8)          | 22   |
| Roger-Yves Bost mit Sydney Une Prince Philippe Rozier mit Rahotep de Toscane Pénélope Leprevost mit Flora de Mariposa Kevin Staut mit Reveur de Hurtebise | Mannschaft | (4)              | (1)           | (2)           | –            | –            | Gold |

Ryan, das Pferd von Simon Delestre, zog sich vor Beginn der Springwettbewerbe eine Mikro-Fraktur im Sprunggelenk zu. Daher kam für Delestre Ersatzreiter Philippe Rozier mit Rahotep de Toscane zum Einsatz.
| Vielseitigkeit |            |                     |                     |          |                    |        |        |
| Athleten | Wettbewerb | Minuspunkte Dressur | Minuspunkte Gelände | Springen | Minuspunkte Gesamt | Rang   |        |
| Karim Florent Laghouag mit Entebbe | Einzel     | 43,40               | 50,40               | 1,00     | nicht qualifiziert | 94,80  | 28     |
| Thibaut Vallette mit Qing du Briot | Einzel     | 41,00               | 24,40               | 0,00     | 4,00               | 69,40  | 13     |
| Mathieu Lemoine mit Bart L | Einzel     | 39,20               | 14,40               | 8,00     | 8,00               | 69,60  | 15     |
| Astier Nicolas mit Piaf de B'Neville                                                                                                  | Einzel     | 42,00               | 0,00                | 0,00     | 6,00               | 48,00  | Silber |
| Karim Florent Laghouag mit Entebbe Thibaut Vallette mit Qing du Briot Mathieu Lemoine mit Bart L Astier Nicolas mit Piaf de B'Neville | Mannschaft |                     |                     |          |                    | 169,00 | Gold   |

### Ringen
| Athleten           | Wettbewerb       | 1. Runde       | 1. Runde | Achtelfinale         | Achtelfinale | Viertelfinale | Viertelfinale | Halbfinale    | Halbfinale    | Hoffnungsrunde Viertelfinale | Hoffnungsrunde Viertelfinale | Hoffnungsrunde Halbfinale | Hoffnungsrunde Halbfinale | Hoffnungsrunde Finale | Hoffnungsrunde Finale | Finale        | Finale        | Rang |
| Athleten           | Wettbewerb       | Gegner         | Ergebnis | Gegner               | Ergebnis     | Gegner        | Ergebnis      | Gegner        | Ergebnis      | Gegner                       | Ergebnis                     | Gegner                    | Ergebnis                  | Gegner                | Ergebnis              | Gegner        | Ergebnis      | Rang |
| ------------------ | ---------------- | -------------- | -------- | -------------------- | ------------ | ------------- | ------------- | ------------- | ------------- | ---------------------------- | ---------------------------- | ------------------------- | ------------------------- | --------------------- | --------------------- | ------------- | ------------- | ---- |
| Freistil Frauen    |                  |                |          |                      |              |               |               |               |               |                              |                              |                           |                           |                       |                       |               |               |      |
| Cynthia Vescan     | Klasse bis 75 kg | Freilos        | Freilos  | Wassilissa Marsaljuk | 0:5          | ausgeschieden | ausgeschieden | ausgeschieden | ausgeschieden | ausgeschieden                | ausgeschieden                | ausgeschieden             | ausgeschieden             | ausgeschieden         | ausgeschieden         | ausgeschieden | ausgeschieden | 16   |
| Freistil Männer    |                  |                |          |                      |              |               |               |               |               |                              |                              |                           |                           |                       |                       |               |               |      |
| Zelimkhan Khadjiev | Klasse bis 74 kg | Narsingh Yadav | 5:0      | Sōsuke Takatani      | 1:3          | ausgeschieden | ausgeschieden | ausgeschieden | ausgeschieden | ausgeschieden                | ausgeschieden                | ausgeschieden             | ausgeschieden             | ausgeschieden         | ausgeschieden         | ausgeschieden | ausgeschieden | 8    |

### Rudern
| Athleten                                                          | Wettbewerb                            | Vorlauf     | Vorlauf | Vorlauf       | Hoffnungslauf | Hoffnungslauf | Hoffnungslauf | Halbfinale  | Halbfinale | Halbfinale    | Finale      | Finale | Rang   |
| Athleten                                                          | Wettbewerb                            | Zeit        | Platz   | Qualifikation | Zeit          | Platz         | Qualifikation | Zeit        | Platz      | Qualifikation | Zeit        | Platz  | Rang   |
| ----------------------------------------------------------------- | ------------------------------------- | ----------- | ------- | ------------- | ------------- | ------------- | ------------- | ----------- | ---------- | ------------- | ----------- | ------ | ------ |
| Frauen                                                            |                                       |             |         |               |               |               |               |             |            |               |             |        |        |
| Noémie Kober Marie Le Nepvou                                      | Zweier ohne Steuerfrau                | 7:26,28 min | 4       | Hoffnungslauf | 7:59,44 min   | 3             | Halbfinale    | 7:44,81 min | 6          | B-Finale      | 7:26,55 min | 6      | 12     |
| Hélène Lefebvre Elodie Ravera                                     | Doppelzweier                          | 7:05,65 min | 3       | Halbfinale    | –             | –             | –             | 6:54,34 min | 3          | Finale        | 7:52,03 min | 5      | 5      |
| Männer                                                            |                                       |             |         |               |               |               |               |             |            |               |             |        |        |
| Germain Chardin Dorian Mortelette                                 | Zweier ohne Steuermann                | 6:42,00 min | 1       | Halbfinale    | –             | –             | –             | 6:26,10 min | 3          | Finale        | 7:09,91 min | 5      | 5      |
| Matthieu Androdias Hugo Boucheron                                 | Doppelzweier                          | 6:33,03 min | 2       | Halbfinale    | –             | –             | –             | 6:16,15 min | 3          | Finale        | 7:02,06 min | 6      | 6      |
| Jérémie Azou Pierre Houin                                         | Leichtgewichts-Doppelzweier           | 6:24,62 min | 1       | Halbfinale    | –             | –             | –             | 6:34,43 min | 1          | Finale        | 6:30,70 min | 1      | Gold   |
| Benjamin Lang Mickaël Marteau Théophile Onfroy Valentin Onfroy    | Vierer ohne Steuermann                | 6:00,72 min | 3       | Halbfinale    | –             | –             | –             | 6:26,94 min | 5          | B-Finale      | 6:02,21 min | 5      | 11     |
| Thomas Baroukh Thibault Colard Guillaume Raineau Franck Solforosi | Leichtgewichts-Vierer ohne Steuermann | 6:07,31 min | 4       | Hoffnungslauf | 6:01,18 min   | 1             | Halbfinale    | 6:07,32 min | 2          | Finale        | 6:22,85 min | 3      | Bronze |

### Rugby
Frankreich qualifizierte sich sowohl bei den Frauen als auch bei den Männern für das olympische Rugby-Turnier.
| Wettbewerb         | Frauen | Männer |
| ------------------ | --- | --- |
| Athleten           | Pauline Biscarat Rose Thomas Jade Le Pesq Audrey Amiel Fanny Horta Marjorie Mayans Caroline Ladagnous Jennifer Troncy Camille Grassineau Elodie Guiglion Lina Guérin Shannon Izar Jessy Tremouliere | Jonathan Laugel Manoël Dall'igna Damien Cler Terry Bouhraoua Stephen Parez Steeve Barry Virimi Vakatawa Pierre-Gilles Lakafia Jérémy Aicardi Julien Candelon Sacha Valleau Vincent Inigo |
| Trainer            | David Courteix | Frédéric Pomarel |
| Gruppenphase       | Spanien (24:7) Kenia (40:7) Neuseeland (7:26) | Australien (31:14) Südafrika (0:26) Spanien (26:5) |
| Viertelfinale      | Kanada (5:15) | Japan (7:12) |
| Halbfinale         | – | – |
| Finale             | – | – |
| Platzierungsspiele | Spanien (24:12) USA (5:19) | Neuseeland (19:24) Australien (12:10) |
| Platzierung        | 6. Platz | 7. Platz |

### Schießen
| Athleten            | Wettbewerb                               | Qualifikation   | Qualifikation | Finale          | Finale        | Ringe/ Scheiben | Rang   |
| Athleten            | Wettbewerb                               | Ringe/ Scheiben | Rang          | Ringe/ Scheiben | Rang          | Ringe/ Scheiben | Rang   |
| ------------------- | ---------------------------------------- | --------------- | ------------- | --------------- | ------------- | --------------- | ------ |
| Frauen              |                                          |                 |               |                 |               |                 |        |
| Céline Goberville   | Luftpistole 10 Meter                     | 383             | 10            | ausgeschieden   | ausgeschieden | 383             | 10     |
| Stéphanie Tirode    | Luftpistole 10 Meter                     | 381             | 13            | ausgeschieden   | ausgeschieden | 381             | 13     |
| Mathilde Lamolle    | Sportpistole 25 Meter                    | 550             | 39            | ausgeschieden   | ausgeschieden | 550             | 39     |
| Stéphanie Tirode    | Sportpistole 25 Meter                    | 573             | 26            | ausgeschieden   | ausgeschieden | 573             | 26     |
| Laurence Brize      | Kleinkaliber Dreistellungskampf 50 Meter | 577             | 20            | ausgeschieden   | ausgeschieden | 577             | 20     |
| Männer              |                                          |                 |               |                 |               |                 |        |
| Jean Quiquampoix    | Schnellfeuerpistole 25 Meter             | 586             | 3             | 30              | 2             | 616             | Silber |
| Jérémy Monnier      | Luftgewehr 10 Meter                      | 618,5           | 38            | ausgeschieden   | ausgeschieden | 618,5           | 38     |
| Valérian Sauveplane | Luftgewehr 10 Meter                      | 621,1           | 26            | ausgeschieden   | ausgeschieden | 621,1           | 26     |
| Alexis Raynaud      | Kleinkaliber Dreistellungskampf 50 Meter | 1176            | 5             | 448,4           | 3             | 1624,4          | Bronze |
| Valérian Sauveplane | Kleinkaliber Dreistellungskampf 50 Meter | 1168            | 24            | ausgeschieden   | ausgeschieden | 1168            | 24     |
| Cyril Graff         | Kleinkaliber liegend 50 Meter            | 624,3           | 9             | ausgeschieden   | ausgeschieden | 624,3           | 9      |
| Jérémy Monnier      | Kleinkaliber liegend 50 Meter            | 618,6           | 39            | ausgeschieden   | ausgeschieden | 618,6           | 39     |
| Éric Delaunay       | Skeet                                    | 121 (+11)       | 7             | ausgeschieden   | ausgeschieden | 133             | 7      |
| Anthony Terras      | Skeet                                    | 121 (+3)        | 8             | ausgeschieden   | ausgeschieden | 124             | 8      |

### Schwimmen
| Athleten                                                                                   | Wettbewerb          | Vorlauf         | Vorlauf         | Halbfinale      | Halbfinale      | Finale          | Finale          | Rang   |
| Athleten                                                                                   | Wettbewerb          | Zeit            | Rang            | Zeit            | Rang            | Zeit            | Rang            | Rang   |
| ------------------------------------------------------------------------------------------ | ------------------- | --------------- | --------------- | --------------- | --------------- | --------------- | --------------- | ------ |
| Frauen                                                                                     |                     |                 |                 |                 |                 |                 |                 |        |
| Mélanie Henique                                                                            | 50 m Freistil       | 25,36 s         | 31              | ausgeschieden   | ausgeschieden   | ausgeschieden   | ausgeschieden   | 31     |
| Anna Santamans                                                                             | 50 m Freistil       | 24,93 s         | 21              | ausgeschieden   | ausgeschieden   | ausgeschieden   | ausgeschieden   | 21     |
| Charlotte Bonnet                                                                           | 100 m Freistil      | 53,93 s         | 10              | 54,54 s         | 15              | ausgeschieden   | ausgeschieden   | 15     |
| Béryl Gastaldello                                                                          | 100 m Freistil      | 54,80 s         | 22              | ausgeschieden   | ausgeschieden   | ausgeschieden   | ausgeschieden   | 22     |
| Coralie Balmy                                                                              | 200 m Freistil      | 1:58,83 min     | 23              | ausgeschieden   | ausgeschieden   | ausgeschieden   | ausgeschieden   | 23     |
| Charlotte Bonnet                                                                           | 200 m Freistil      | 1:56,26 min     | 4               | 1:56,38 min     | 7               | 1:56,29 min     | 8               | 8      |
| Coralie Balmy                                                                              | 400 m Freistil      | 4:03,40 min     | 4               | –               | –               | 4:06,98 min     | 8               | 8      |
| Béryl Gastaldello                                                                          | 100 m Schmetterling | 58,93 s         | 24              | ausgeschieden   | ausgeschieden   | ausgeschieden   | ausgeschieden   | 24     |
| Marie Wattel                                                                               | 100 m Schmetterling | 58,90 s         | 23              | ausgeschieden   | ausgeschieden   | ausgeschieden   | ausgeschieden   | 23     |
| Lara Grangeon                                                                              | 200 m Schmetterling | 2:09,69 min     | 18              | ausgeschieden   | ausgeschieden   | ausgeschieden   | ausgeschieden   | 18     |
| Fantine Lesaffre                                                                           | 200 m Lagen         | 2:15,71 min     | 30              | ausgeschieden   | ausgeschieden   | ausgeschieden   | ausgeschieden   | 30     |
| Lara Grangeon                                                                              | 400 m Lagen         | 4:44,47 min     | 23              | –               | –               | ausgeschieden   | ausgeschieden   | 23     |
| Fantine Lesaffre                                                                           | 400 m Lagen         | 4:43,98 min     | 22              | –               | –               | ausgeschieden   | ausgeschieden   | 22     |
| Charlotte Bonnet Mathilde Cini Béryl Gastaldello Anna Santamans                            | 4 × 100 m Freistil  | 3:36,85 min     | 8               | –               | –               | 3:37,45 min     | 7               | 7      |
| Coralie Balmy Charlotte Bonnet Margaux Fabre Cloé Hache                                    | 4 × 200 m Freistil  | 7:55,55 min     | 10              | –               | –               | ausgeschieden   | ausgeschieden   | 10     |
| Charlotte Bonnet Fanny Deberghes Béryl Gastaldello Marie Wattel                            | 4 × 100 m Lagen     | disqualifiziert | disqualifiziert | –               | –               | ausgeschieden   | ausgeschieden   | –      |
| Aurélie Muller                                                                             | 10 km Freiwasser    | –               | –               | –               | –               | disqualifiziert | disqualifiziert | –      |
| Männer                                                                                     |                     |                 |                 |                 |                 |                 |                 |        |
| Frédérick Bousquet                                                                         | 50 m Freistil       | 22,27 s         | 25              | ausgeschieden   | ausgeschieden   | ausgeschieden   | ausgeschieden   | 25     |
| Florent Manaudou                                                                           | 50 m Freistil       | 21,72 s         | 4               | 21,32 s         | 1               | 21,41 s         | 2               | Silber |
| Clément Mignon                                                                             | 100 m Freistil      | 48,57 s         | 14              | 48,57 s         | 14              | ausgeschieden   | ausgeschieden   | 14     |
| Jérémy Stravius                                                                            | 100 m Freistil      | 48,62 s         | 18              | ausgeschieden   | ausgeschieden   | ausgeschieden   | ausgeschieden   | 18     |
| Yannick Agnel                                                                              | 200 m Freistil      | 1:47,35 min     | 19              | ausgeschieden   | ausgeschieden   | ausgeschieden   | ausgeschieden   | 19     |
| Jérémy Stravius                                                                            | 200 m Freistil      | 1:46,67 min     | 11              | nicht gestartet | nicht gestartet | ausgeschieden   | ausgeschieden   | 17     |
| Jordan Pothain                                                                             | 400 m Freistil      | 3:45,43 min     | 8               | –               | –               | 3:49,07 min     | 8               | 8      |
| Nicolas D’Oriano                                                                           | 1500 m Freistil     | 15:33,62 min    | 40              | –               | –               | ausgeschieden   | ausgeschieden   | 40     |
| Damien Joly                                                                                | 1500 m Freistil     | 14:48,90 min    | 6               | –               | –               | 14:52,73 min    | 7               | 7      |
| Mehdy Metella                                                                              | 100 m Schmetterling | 51,71 s         | 5               | 51,73 s         | 8               | 51,58 s         | 6               | 6      |
| Jérémy Stravius                                                                            | 100 m Schmetterling | 52,10 s         | 17              | ausgeschieden   | ausgeschieden   | ausgeschieden   | ausgeschieden   | 17     |
| Jordan Coelho                                                                              | 200 m Schmetterling | 1:58,62 min     | 25              | ausgeschieden   | ausgeschieden   | ausgeschieden   | ausgeschieden   | 25     |
| Camille Lacourt                                                                            | 100 m Rücken        | 52,96 s         | 1               | 52,72 s         | 4               | 52,70 s         | 5               | 5      |
| Fabien Gilot Florent Manaudou Mehdy Metella William Meynard Clément Mignon Jérémy Stravius | 4 × 100 m Freistil  | 3:13,27 min     | 4               | –               | –               | 3:10,53 min     | 2               | Silber |
| Lorys Bourelly Damien Joly Grégory Mallet Jordan Pothain                                   | 4 × 200 m Freistil  | 7:13,71 min     | 14              | –               | –               | ausgeschieden   | ausgeschieden   | 14     |
| Théo Bussière Camille Lacourt Clément Mignon Jérémy Stravius                               | 4 × 100 m Lagen     | 3:34,47 min     | 10              | –               | –               | ausgeschieden   | ausgeschieden   | 10     |
| Marc-Antoine Olivier                                                                       | 10 km Freiwasser    | –               | –               | –               | –               | 1:53:02 h       | 3               | Bronze |

### Segeln
Fleet Race
| Athleten                          | Wettbewerb      | Qualifikation | Qualifikation | Medal Race    | Medal Race    | Punkte | Rang   |
| Athleten                          | Wettbewerb      | Punkte        | Rang          | Punkte        | Rang          | Punkte | Rang   |
| --------------------------------- | --------------- | ------------- | ------------- | ------------- | ------------- | ------ | ------ |
| Frauen                            |                 |               |               |               |               |        |        |
| Charline Picon                    | Windsurfen RS:X | 60            | 4             | 4             | 2             | 64     | Gold   |
| Mathilde de Kerangat              | Laser Radial    | 146           | 21            | ausgeschieden | ausgeschieden | 146    | 21     |
| Aude Compan Sarah Steyaert        | 49er FX         | 73            | 5             | 12            | 6             | 85     | 6      |
| Hélène Defrance Camille Lecointre | 470er           | 52            | 4             | 10            | 5             | 62     | Bronze |
| Männer                            |                 |               |               |               |               |        |        |
| Pierre Le Coq                     | Windsurfen RS:X | 72            | 4             | 14            | 7             | 86     | Bronze |
| Jean-Baptiste Bernaz              | Laser           | 88            | 4             | 2             | 1             | 90     | 5      |
| Jonathan Lobert                   | Finn Dinghy     | 95            | 14            | ausgeschieden | ausgeschieden | 95     | 14     |
| Sofian Bouvet Jérémie Mion        | 470er           | 79            | 8             | 8             | 4             | 87     | 7      |
| Noé Delpech Julien d’Ortoli       | 49er            | 96            | 6             | 4             | 2             | 100    | 5      |
| Mixed                             |                 |               |               |               |               |        |        |
| Billy Besson Marie Riou           | Nacra 17        | 83            | 7             | 10            | 5             | 93     | 6      |

### Synchronschwimmen
| Athletinnen                 | Wettbewerb | Qualifikation     | Qualifikation     | Qualifikation  | Qualifikation  | Qualifikation | Qualifikation | Finale         | Finale         | Finale           | Finale           |
| Athletinnen                 | Wettbewerb | Technische Kür TK | Technische Kür TK | Freie Kür FK-Q | Freie Kür FK-Q | Gesamt        | Gesamt        | Freie Kür FK-F | Freie Kür FK-F | Gesamt TK + FK-F | Gesamt TK + FK-F |
| Athletinnen                 | Wettbewerb | Punkte            | Rang              | Punkte         | Rang           | Punkte        | Rang          | Punkte         | Rang           | Punkte           | Rang             |
| --------------------------- | ---------- | ----------------- | ----------------- | -------------- | -------------- | ------------- | ------------- | -------------- | -------------- | ---------------- | ---------------- |
| Frauen                      |            |                   |                   |                |                |               |               |                |                |                  |                  |
| Laura Augé Margaux Chrétien | Duett      | 86,2824           | 9                 | 86,8667        | 8              | 173,1491      | 8             | 87,9667        | 8              | 174,2491         | 8                |

### Taekwondo
| Athleten        | Wettbewerb        | Achtelfinale                | Achtelfinale | Viertelfinale    | Viertelfinale | Hoffnungsrunde Halbfinale | Hoffnungsrunde Halbfinale | Halbfinale        | Halbfinale | Hoffnungsrunde Finale | Hoffnungsrunde Finale | Finale        | Finale        | Rang   |
| Athleten        | Wettbewerb        | Gegner                      | Ergebnis     | Gegner           | Ergebnis      | Gegner                    | Ergebnis                  | Gegner            | Ergebnis   | Gegner                | Ergebnis              | Gegner        | Ergebnis      | Rang   |
| --------------- | ----------------- | --------------------------- | ------------ | ---------------- | ------------- | ------------------------- | ------------------------- | ----------------- | ---------- | --------------------- | --------------------- | ------------- | ------------- | ------ |
| Frauen          |                   |                             |              |                  |               |                           |                           |                   |            |                       |                       |               |               |        |
| Yasmina Aziez   | Klasse bis 49 kg  | Monica Pimentel             | 2:1          | Lucija Zaninović | 4:3           | Kim So-hui                | 0:1                       | –                 | –          | Patimat Abakarova     | 2:7                   | ausgeschieden | ausgeschieden | 5      |
| Haby Niaré      | Klasse bis 67 kg  | Aniya Louissaint            | 5:4          | Ruth Gbagbi      | 5:4           | Nur Tatar                 | 3:0                       | –                 | –          | –                     | –                     | Oh Hye-ri     | 12:13         | Silber |
| Gwladys Épangue | Klasse über 67 kg | Mamina Koné                 | 3:1          | Zheng Shuyin     | 1:4           | ausgeschieden             | ausgeschieden             | Nisha Rawal       | 4:3        | Jackie Galloway       | 1:2                   | ausgeschieden | ausgeschieden | 5      |
| Männer          |                   |                             |              |                  |               |                           |                           |                   |            |                       |                       |               |               |        |
| M'bar N'diaye   | Klasse über 80 kg | Abdoulrazak Issoufou Alfaga | 0:6          | ausgeschieden    | ausgeschieden | ausgeschieden             | ausgeschieden             | Maicon de Andrade | 2:5        | ausgeschieden         | ausgeschieden         | ausgeschieden | ausgeschieden | 7      |

### Tennis
| Athleten                                  | Wettbewerb | 1. Runde                            | 1. Runde      | 2. Runde               | 2. Runde        | Achtelfinale                 | Achtelfinale     | Viertelfinale | Viertelfinale   | Halbfinale    | Halbfinale    | Finale        | Finale        |
| Athleten                                  | Wettbewerb | Gegner                              | Ergebnis      | Gegner                 | Ergebnis        | Gegner                       | Ergebnis         | Gegner        | Ergebnis        | Gegner        | Ergebnis      | Gegner        | Ergebnis      |
| ----------------------------------------- | ---------- | ----------------------------------- | ------------- | ---------------------- | --------------- | ---------------------------- | ---------------- | ------------- | --------------- | ------------- | ------------- | ------------- | ------------- |
| Frauen                                    |            |                                     |               |                        |                 |                              |                  |               |                 |               |               |               |               |
| Kristina Mladenovic                       | Einzel     | Aleksandra Krunić                   | 6:1, 6:4      | Madison Keys           | 5:7, 7:64, 6:75 | ausgeschieden                | ausgeschieden    | ausgeschieden | ausgeschieden   | ausgeschieden | ausgeschieden | ausgeschieden | ausgeschieden |
| Caroline Garcia                           | Einzel     | Teliana Pereira                     | 6:1, 6:2      | Johanna Konta          | 2:6, 3:6        | ausgeschieden                | ausgeschieden    | ausgeschieden | ausgeschieden   | ausgeschieden | ausgeschieden | ausgeschieden | ausgeschieden |
| Alizé Cornet                              | Einzel     | Johanna Larsson                     | 6:1, 2:6, 6:3 | Serena Williams        | 6:75, 2:6       | ausgeschieden                | ausgeschieden    | ausgeschieden | ausgeschieden   | ausgeschieden | ausgeschieden | ausgeschieden | ausgeschieden |
| Kristina Mladenovic Caroline Garcia       | Doppel     | Darja Kassatkina Swetlana Kusnezowa | 0:6, 6:0, 4:6 | –                      | –               | ausgeschieden                | ausgeschieden    | ausgeschieden | ausgeschieden   | ausgeschieden | ausgeschieden | ausgeschieden | ausgeschieden |
| Männer                                    |            |                                     |               |                        |                 |                              |                  |               |                 |               |               |               |               |
| Jo-Wilfried Tsonga                        | Einzel     | Malek Jaziri                        | 4:6, 7:5, 6:3 | Gilles Müller          | 4:6, 3:6        | ausgeschieden                | ausgeschieden    | ausgeschieden | ausgeschieden   | ausgeschieden | ausgeschieden | ausgeschieden | ausgeschieden |
| Gaël Monfils                              | Einzel     | Vasek Pospisil                      | 6:1, 6:3      | Rogério Dutra da Silva | 6:2, 6:4        | Marin Čilić                  | 6:76, 6:3, 6:4   | Kei Nishikori | 6:74, 6:4, 6:76 | ausgeschieden | ausgeschieden | ausgeschieden | ausgeschieden |
| Benoît Paire                              | Einzel     | Lukáš Rosol                         | 3:6, 6:3, 6:4 | Fabio Fognini          | 6:4, 4:6, 6:75  | ausgeschieden                | ausgeschieden    | ausgeschieden | ausgeschieden   | ausgeschieden | ausgeschieden | ausgeschieden | ausgeschieden |
| Gilles Simon                              | Einzel     | Borna Ćorić                         | 6:4, 7:61     | Yūichi Sugita          | 7:63, 6:2       | Rafael Nadal                 | 6:75, 3:6        | ausgeschieden | ausgeschieden   | ausgeschieden | ausgeschieden | ausgeschieden | ausgeschieden |
| Pierre-Hugues Herbert Nicolas Mahut       | Doppel     | Juan Sebastián Cabal Robert Farah   | 6:74, 3:6     | –                      | –               | ausgeschieden                | ausgeschieden    | ausgeschieden | ausgeschieden   | ausgeschieden | ausgeschieden | ausgeschieden | ausgeschieden |
| Gaël Monfils Jo-Wilfried Tsonga           | Doppel     | Brian Baker Rajeev Ram              | 1:6, 4:6      | –                      | –               | ausgeschieden                | ausgeschieden    | ausgeschieden | ausgeschieden   | ausgeschieden | ausgeschieden | ausgeschieden | ausgeschieden |
| Mixed                                     |            |                                     |               |                        |                 |                              |                  |               |                 |               |               |               |               |
| Kristina Mladenovic Pierre-Hugues Herbert | Doppel     | –                                   | –             | –                      | –               | Roberta Vinci Fabio Fognini  | 4:6, 6:3, [8:10] | ausgeschieden | ausgeschieden   | ausgeschieden | ausgeschieden | ausgeschieden | ausgeschieden |
| Caroline Garcia Nicolas Mahut             | Doppel     | –                                   | –             | –                      | –               | Teliana Pereira Marcelo Melo | 6:74, 6:71       | ausgeschieden | ausgeschieden   | ausgeschieden | ausgeschieden | ausgeschieden | ausgeschieden |

### Tischtennis
| Athleten                                    | Wettbewerb | 1. Runde       | 1. Runde | 2. Runde      | 2. Runde | 3. Runde      | 3. Runde      | 4. Runde      | 4. Runde      | Viertelfinale | Viertelfinale | Halbfinale    | Halbfinale    | Finale        | Finale        | Rang          |
| Athleten                                    | Wettbewerb | Gegner         | Ergebnis | Gegner        | Ergebnis | Gegner        | Ergebnis      | Gegner        | Ergebnis      | Gegner        | Ergebnis      | Gegner        | Ergebnis      | Gegner        | Ergebnis      | Rang          |
| ------------------------------------------- | ---------- | -------------- | -------- | ------------- | -------- | ------------- | ------------- | ------------- | ------------- | ------------- | ------------- | ------------- | ------------- | ------------- | ------------- | ------------- |
| Frauen                                      |            |                |          |               |          |               |               |               |               |               |               |               |               |               |               |               |
| Li Xue                                      | Einzel     | Freilos        | Freilos  | Adriana Diaz  | 4:0      | Li Jie        | 4:3           | Han Ying      | 1:4           | ausgeschieden | ausgeschieden | ausgeschieden | ausgeschieden | ausgeschieden | ausgeschieden | ausgeschieden |
| Männer                                      |            |                |          |               |          |               |               |               |               |               |               |               |               |               |               |               |
| Simon Gauzy                                 | Einzel     | Freilos        | Freilos  | Freilos       | Freilos  | Kou Lei       | 1:4           | ausgeschieden | ausgeschieden | ausgeschieden | ausgeschieden | ausgeschieden | ausgeschieden | ausgeschieden | ausgeschieden | ausgeschieden |
| Emmanuel Lebesson                           | Einzel     | Freilos        | Freilos  | Adrian Crișan | 3:4      | ausgeschieden | ausgeschieden | ausgeschieden | ausgeschieden | ausgeschieden | ausgeschieden | ausgeschieden | ausgeschieden | ausgeschieden | ausgeschieden | ausgeschieden |
| Tristan Flore Simon Gauzy Emmanuel Lebesson | Mannschaft | Großbritannien | 2:3      | –             | –        | –             | –             | –             | –             | ausgeschieden | ausgeschieden | ausgeschieden | ausgeschieden | ausgeschieden | ausgeschieden | ausgeschieden |

### Triathlon
| Athleten            | Wettbewerb | Zeit      | Rang |
| ------------------- | ---------- | --------- | ---- |
| Frauen              |            |           |      |
| Cassandre Beaugrand | Einzel     | 2:02:18 h | 30   |
| Audrey Merle        | Einzel     | 2:02:53 h | 35   |
| Männer              |            |           |      |
| Vincent Luis        | Einzel     | 1:46:12 h | 7    |
| Pierre Le Corre     | Einzel     | 1:48:36 h | 25   |
| Dorian Coninx       | Einzel     | 1:51:50 h | 36   |

Ursprünglich qualifizierte sich Emmie Charayron für einen Startplatz bei den Olympischen Sommerspielen 2016 – sie erklärte dann aber Anfang Juli, sie werde am 20. August in Rio de Janeiro aus gesundheitlichen Gründen nicht für Frankreich an den Start gehen.
An ihrer Stelle wurde Audrey Merle vom F.F.TRI. als Ersatzstarterin nachnominiert.

### Turnen

#### Gerätturnen
| Athleten                                                                 | Wettbewerb           | Qualifikation | Qualifikation | Finale                          | Finale                          | Rang |
| Athleten                                                                 | Wettbewerb           | Punkte        | Rang          | Punkte                          | Rang                            | Rang |
| ------------------------------------------------------------------------ | -------------------- | ------------- | ------------- | ------------------------------- | ------------------------------- | ---- |
| Frauen                                                                   |                      |               |               |                                 |                                 |      |
| Marine Boyer                                                             | Schwebebalken        | 14,600        | 9             | 14,600                          | 4                               | 4    |
| Marine Brevet                                                            | Mehrkampf Einzel     | 56,565        | 16            | 56,599                          | 15                              | 15   |
| Louise Vanhille                                                          | Mehrkampf Einzel     | 55,765        | 21            | 54,666                          | 20                              | 20   |
| Marine Boyer Marine Brevet Loan His Oréane Lechenault Louise Vanhille    | Mehrkampf Mannschaft | 168,696       | 11            | ausgeschieden                   | ausgeschieden                   | 11   |
| Männer                                                                   |                      |               |               |                                 |                                 |      |
| Cyril Tommasone                                                          | Pauschenpferd        | 15,650        | 3             | 15,600                          | 4                               | 4    |
| Samir Aït Saïd                                                           | Ringe                | 15,533        | 6             | wg. Verletzung nicht angetreten | wg. Verletzung nicht angetreten | 9    |
| Danny Rodrigues                                                          | Ringe                | 15,266        | 10            | 15,233                          | 7                               | 7    |
| Axel Augis                                                               | Mehrkampf Einzel     | 86,032        | 23            | 82,898                          | 21                              | 21   |
| Samir Aït Saïdr Axel Augis Julien Gobaux Danny Rodrigues Cyril Tommasone | Mehrkampf Mannschaft | 257,211       | 12            | ausgeschieden                   | ausgeschieden                   | 12   |

#### Rhythmische Sportgymnastik
| Athletinnen         | Wettbewerb       | Qualifikation | Qualifikation | Finale | Finale | Rang |
| Athletinnen         | Wettbewerb       | Punkte        | Rang          | Punkte | Rang   | Rang |
| ------------------- | ---------------- | ------------- | ------------- | ------ | ------ | ---- |
| Frauen              |                  |               |               |        |        |      |
| Kseniya Moustafaeva | Mehrkampf Einzel | 69,982        | 10            | 68,240 | 10     | 10   |

#### Trampolinturnen
| Athleten          | Wettbewerb | Qualifikation | Qualifikation | Finale        | Finale        | Rang |
| Athleten          | Wettbewerb | Punkte        | Rang          | Punkte        | Rang          | Rang |
| ----------------- | ---------- | ------------- | ------------- | ------------- | ------------- | ---- |
| Frauen            |            |               |               |               |               |      |
| Marine Jurbert    | Einzel     | 96,760        | 14            | ausgeschieden | ausgeschieden | 14   |
| Männer            |            |               |               |               |               |      |
| Sébastien Martiny | Einzel     | 106,230       | 10            | ausgeschieden | ausgeschieden | 10   |

### Volleyball
| Wettbewerb    | Männer |
| ------------- | --- |
| Athleten      | Jenia Grebennikov Antonin Rouzier Trévor Clévenot Benjamin Toniutti Kévin Tillie Earvin N’Gapeth Kévin Le Roux Pierre Pujol Nicolas Le Goff Nicolas Maréchal Franck Lafitte Thibault Rossard |
| Trainer       | Laurent Tillie |
| Gruppenphase  | Italien (0:3) Mexiko (3:0) Kanada (3:0) USA (1:3) Brasilien (1:3) |
| Viertelfinale | ausgeschieden |
| Halbfinale    | ausgeschieden |
| Finale        | ausgeschieden |
| Platzierung   | 9. Platz |

### Wasserball
| Wettbewerb         | Männer |
| ------------------ | --- |
| Athleten           | Romain Blary Alexandre Camarasa Ugo Crousillat Rémi Garsau Michal Iždinský Enzo Khasz Igor Kovacevic Mehdi Marzouki Jonathan Moriame Mathieu Peisson Rémi Saudadier Thibaut Simon Petar Tomašević |
| Trainer            | Florian Bruzzo |
| Gruppenphase       | Montenegro (4:7) Italien (8:11) Vereinigte Staaten (3:6) Spanien (4:10) Kroatien (9:8) |
| Viertelfinale      | ausgeschieden |
| Platzierungsspiele | ausgeschieden |
| Halbfinale         | ausgeschieden |
| Finale             | ausgeschieden |
| Platzierung        | 11. Platz |

### Wasserspringen
| Athleten         | Wettbewerb        | Vorkampf | Vorkampf | Halbfinale    | Halbfinale    | Finale        | Finale        | Rang |
| Athleten         | Wettbewerb        | Punkte   | Rang     | Punkte        | Rang          | Punkte        | Rang          | Rang |
| ---------------- | ----------------- | -------- | -------- | ------------- | ------------- | ------------- | ------------- | ---- |
| Frauen           |                   |          |          |               |               |               |               |      |
| Laura Marino     | Turmspringen 10 m | 289,35   | 19       | ausgeschieden | ausgeschieden | ausgeschieden | ausgeschieden | 19   |
| Männer           |                   |          |          |               |               |               |               |      |
| Matthieu Rosset  | Kunstspringen 3 m | 373,40   | 23       | ausgeschieden | ausgeschieden | ausgeschieden | ausgeschieden | 23   |
| Benjamin Auffret | Turmspringen 10 m | 470,45   | 5        | 477,00        | 4             | 507,35        | 4             | 4    |